# Грицай, Сергей Николаевич
Серге́й Никола́евич Грица́й (род. 31 августа 1963) — российский дипломат. Чрезвычайный и полномочный посол (2019).

## Биография
Окончил Военный краснознамённый институт Министерства обороны СССР (1985), Пекинский институт языка (1989) и Дипломатическую академию МИД России (1992). Владеет китайским, английским и испанским языками. На дипломатической работе с 1990 года.
- В 1992—1997 годах — сотрудник Генерального консульства России в Сан-Франциско (США).
- В 1999—2001 годах — сотрудник Посольства России в США.
- В 2002—2003 годах — советник Посольства России в Югославии, затем в Сербии и Черногории, представитель России при МООНК.
- В 2007—2011 годах — генеральный консул России в Гонконге и Макао (КНР).
- В 2011—2013 годах — заместитель директора Четвёртого европейского департамента МИД России.
- В 2013—2014 годах — заместитель директора Консульского департамента МИД России.
- В 2014—2015 годах — директор Департамента Ситуационно-кризисный центр МИД России.
- С 30 июня 2015 по 1 июля 2019 года — чрезвычайный и полномочный посол Российской Федерации в Черногории[1][2].
- С 25 октября 2021 года — директор Департамента лингвистического обеспечения МИД России[3].

## Дипломатический ранг
- Чрезвычайный и полномочный посланник 2 класса (18 сентября 2009)[4].
- Чрезвычайный и полномочный посланник 1 класса (29 мая 2015)[5].
- Чрезвычайный и полномочный посол (11 июня 2019)[6].